# Амадеус (езеро)
Амадеус (на английски: Lake Amadeus) е безотточно солено езеро в централната част на Австралия, в югозападната част на Северната територия. Разположено е на 457 m н.в., в суха и пустинна местност. При пълен обем площта му е 1032 km², с дължина от запад-северозапад на изток-югоизток 180 km и максимална ширина 10 km.
Езерото Амадеус е разположено в дълбока тектонска падина между планините Макдонъл на север и Мъсгрейв на юг. Подхранва се предимно от дъждовете и от няколко временни реки, стичащи се от двата хребета. Площта на водното огледала силно се колебае през отделните сезони. През зимата, по време на дъждовния сезон площта му значително се увеличава и достига до 1032 km², но това се случва много рядко. През по-голямата част от годината почти пресъхва, разделя се на отделни малки езерца, а дъната на осушените участъци се покриват с дебела кора от сол. На северозапад от него е разположено по-малкото безотточно езеро Нил.
Езерото Амадеус е открито през 1872 г. от видния изследовател на Австралия Ърнест Джайлс, който го наименува на тогавашния (1870 – 1873) крал на Испания Амадей I.